# Elmar Kraushaar
Elmar Kraushaar (Niederurff, 11 de agosto de 1950) es un periodista y escritor alemán de Berlín.

## Vida
Elmar Kraushaar nació en Niederurff, cerca de Fritzlar, en el norte de Hesse. Realizó sus estudios básicos y medios en Fritzlar, para continuar en la Freie Universität Berlin de 1971 a 1979, donde estudió Filología románica y germánica.
Poco después de su llegada a Berlín, Kraushaar se hizo miembro de Homosexuelle Aktion Westberlin (HAW), una de las asociaciones LGBT más activas en la Alemania de principios de los años 1970.

## Trabajo como periodista y escritor
Su primer libro se editó en el Verlag Rosa Winkel y llevaba el título Schwule Lyrik - schwule Prosa («Lírica marica - prosa marica»). Junto con Matthias Frings editó en 1982 los libros Männer.Liebe («Amor.hombres») y Heiße Jahre («Años calientes») en la editorial Rohwolt. También colaboró en el libro de Matthias Frings Liebesdinge («Cosas de amor») editado también en Rowohlt.
Como periodista, colaboró inicialmente en la revista gay Siegessäule. A partir de 1986 fue redactor del periódico de Berlín tageszeitung (taz), desde donde pasó en 1990 a RIAS TV. Tras la disolución de RIAS, en 1992 pasó a trabajar con Deutsche Welle, donde trabaja en la actualidad (2009). En taz publica todavía, y desde 1995, la columna Der homosexuelle Mann... («El hombre homosexual»), en la que trata asuntos sociales, comportamientos y la organización de los homosexuales. Bajo el mismo nombre, publicó en la editorial Männerschwarmskript, en marzo de 2004, un libro con una colección de sus columnas.
Como fan de los schlager alemanes e internacionales, editó el libro Rote Lippen («Labios rojos») y publicó escritos y CD de cantantes alemanes de schlager famosos.

## Obra
- Männer, Liebe – ein Handbuch für Schwule und alle, die es werden wollen. Reinbek, Rowohlt, 1982. ISBN 3-499-17658-0
- Rote Lippen – die ganze Welt des deutschen Schlagers. Reinbek, Rowohlt, 1983. ISBN 3-499-15087-5
- Die ungleichen Brüder. Zum Verhältnis zwischen schwuler und heterosexueller Männer. Rororo-Verlag, Reinbek 1988, ISBN 3-499-18226-2 (en colaboración con Matthias T. J. Grimme)
- (Artikel) - in: Detlef Grumbach (Ed.): Die Linke und ihr Laster – schwule Emanzipation und linke Vorurteile. Hamburg, MännerschwarmSkriptverlag, 1995. ISBN 3-928983-30-X
- Schwule Listen – Namen, Daten und Geschichten. Reinbek, Rowohlt, 1994. ISBN 3-499-17917-2
- Hundert Jahre schwul – eine Revue. Berlín, Rowohlt, 1997. ISBN 3-87134-307-2
- Der homosexuelle Mann ... – Anmerkungen und Beobachtungen aus zwei Jahrzehnten. Hamburg, MännerschwarmSkriptverlag, 2004. ISBN 3-935596-35-9